# Forumul lui Caesar
Forumul lui Caesar era o vastă piață (forum⁠(d)) rectangulară ale cărei laturi lungi se întindeau aproape paralel cu strada Clivus Argentarius. La est se întindea până la Curie. Iar la vest până la actuala Via di San Pietro in Caecere.
Domițian a întreprins o restaurare. Forumul suferise după incendiul care a distrus o parte din Capitoliu, în anul 80 e.n., pe când trăia încă Titus. Traian a terminat lucrările atunci când și-a construit propriul forum grandios în apropiere.
Pe suprafața eorumului se observă de la început trei coloane bogat sculptate. Ele au aparținut templului zeiței Venus Genitrix și datează din epocile lui Domițian, sau Traian. Cezar estima că familia sa, Julia, descindea din Venus prin intermediul lui Eneas, fiul zeiței, și al lui Iulius fiul lui Eneas. El a decis că să-i dedice zeiței un templu după victoria sa în bătălia de la Pharsalus, din anul 48 î.e.n., împotriva lui Cneus Pompeius Magnus, victorie după care Pompeius a fost ucis de Ptolemeu al XIV-lea, fratele Cleopatrei.
Templul era situat în partea de nord a forumului și a devenit un veritabil muzeu. Pe lângă statuia lui Venus, plasată în cella, se mai putea admira o statuie din aur a Cleopatrei și picturi grecești. In fața templului se ridica statuia ecvestră a lui Caesar. Calul lui era un animal extraordinar pentru că era reprezentat cu saboți, curios concepuți, astfel încât să semene cu picioare umane. Această curiozitate marca o intervenție divină, prin care se prevedea, conform prezicătorilor, conducerea lumii pentru Caesar.
Imprejurul forumului se deschideau magazine, încă vizibile astăzi sub vechea stradă Clivus Argentarius. In lungul laturilor care urmăreau Clivus Argentarius, a fost adăugat pe timpul lui Traian, în sec. al II-lea e.n., un portic din care au rămas două rânduri de coloane de granit. Porticul a fost identificat drept basilica Argentaria, unde ăși aveau afacerile cei ce ocupau schimburile de bani și cu alte schimburi financiare.
Resturile Forumului lui Caesar pot fi studiate astăzi din străzile încojurătoare apropioate, din Via dei Fori Imperiali și din Via di San Pietro in Carcere, care urcă spre Capitoliu.